# Ermità Pelai
L'ermità Pelai (o  Paio o Pelagius) segons la tradició popular l'any 813, un ermità, vivia en un lloc conegut pel nom de Solovio, al bosc Libredón, exactament on avui està l'església de Sant Felix de Lovio a Santiago de Compostel·la actual. Aquest ermità va observar durant diverses nits consecutives unes resplendors misterioses sobre un monticle del bosc, com si fossin pluja d'estels.
Pelai, altament impressionat per les lluminàries, va decidir de presentar-se davant el bisbe Teodomiro (que en aquell temps era bisbe de la seu d'Iria Flavia, actual Padrón per comunicar-li els fets. El bisbe va reunir un petit seguici i es va dirigir al lloc on va poder contemplar ell mateix el fenomen. Allà, entre la densa vegetació, va ser on van trobar un sepulcre de pedra en què reposaven tres cossos que serien identificats com Sant Jaume el Major, Teodor i Atanasi (els seus dos deixebles).
Aquests fets succeïen vuit segles després de la mort de Sant Jaume Apòstol.